# Calvin Henry Kauffman
Calvin Henry Kauffman, född den 1 mars 1869 nära Lebanon, Pennsylvania, död den 14 juni 1931 i Ann Arbor, Michigan, var en amerikansk mykolog.
Kauffman blev tidigt botanikintresserad och började i sin ungdom bygga upp ett herbarium. Under sina studier vid Harvard University studerade han dock främst språk, men tog tre kurser i kemi och en i botanik. Han undervisade därefter i skolor i Pennsylvania, Indiana och Illinois. Ungefär år 1900 vaknade hans naturvetenskapliga intresse på nytt och han började läsa kemi och biologi vid University of Wisconsin 1901 och under R.A. Harpers inflytande blev han intresserad av mögelsvampar i familjen Saprolegniaceae. 1902-1904 fortsatte han studera mykologi vid Cornell University och ägnade sig då åt Agaricaceae. 1904 accepterade han en tjänst vid University of Michigan och tog där sin doktorsexamen 1907 med avhandlingen A Contribution to the Physiology of the Saprolegniaceae, with Special Reference to the Variations of the Sexual Organs. Året därpå besökte Kauffman Sverige för att samla in referensmaterial från de trakter som det material som legat till grund för Elias Fries beskrivningar. Han blev biträdande professor 1912 och professor 1923. 1912 blev han även intendent för kryptogamavdelningen vid universitetets herbarium (och Henry Allan Gleason för fanerogamavdelningen) och 1921 blev han föreståndare för hela herbariet, vilket 1928 flyttade till större lokaler i det då färdigbyggda universitetsmuseet. Då Kauffman insjuknade 1930 utsågs hans tidigare doktorand Edwin Butterworth Mains till tillförordnad föreståndare, och då Kauffamn avled året därpå efterträdde Mains honom.
Hans mest framstående verk är The Agaricaceae of Michigan som omfattar 884 arter och är illustrerat med 174 planscher. Han skrev även monografier över Armillaria, Inocybe, Lepiota, Gomphidius, Flammula, Paxillus och Clitocybe. Kauffman beskrev över 200 arter svampar, inte bara tillhörande Agaricaeae. Hans auktorsförkortning är Kauffman.
Han var gift med Elizabeth Catherine Kauffman.

## Eponym
Följande arter är uppkallade efter C. H. Kauffman (en stor del av dem beskrivna av hans doktorand Alexander Hanchett Smith):
- Agaricus kauffmanii A.H. Sm. 1940
- Cortinarius kauffmanianus A.H. Sm. 1933
- Cortinarius kauffmanii Bidaud, Moënne-Locc. & Reumaux 1994
- Crepidotus kauffmanii Hesler & A.H. Sm. 1965
- Entoloma kauffmanii Malloch 2010
- Gymnopus kauffmanii (Halling 1983) Halling 1997
- Hebeloma kauffmanii A.H. Sm., V.S. Evenson & Mitchel 1983
- Hygrophorus kauffmanii A.H. Sm. & Hesler 1939
- Inocybe kauffmanii A.H. Sm. 1939
- Lactarius kauffmanii Hesler & A.H. Sm. 1979
- Lepiota kauffmanii Zeller 1933
- Limacella kauffmanii H.V. Sm. 1945
- Mycena kauffmaniana A.H. Sm. 1947
- Neolentinus kauffmanii (A.H. Sm. 1946) Redhead & Ginns 1985
- Otidea kauffmanii Kanouse 1950
- Phaeocollybia kauffmanii (A.H. Sm. 1937) Singer 1940
- Psathyrella kauffmanii A.H.Sm. 1972
- Retiboletus kauffmanii (Lohwag 1937) N.K. Zeng & Zhu L. Yang 2016
- Rhizopogon kauffmanii A.H. Sm. & Zeller 1966
- Russula kauffmanii Jul. Schäff. 1933
- Stropharia kauffmanii A.H. Sm. 1941
- Turbinellus kauffmanii (A.H. Sm, 1947) Giachini 2011
- Xeromphalina kauffmanii A.H. Sm. 1953